# Literatura popular
Literatura popular o paraliteratura hace referencia a una clase de textos narrativos caracterizados por su aceptación general por el gran público, constituyendo una forma barata y extendida de entretenimiento.
Como género, esta nomenclatura engloba la vasta producción literaria que se da en el siglo XIX y buena parte del siglo XX principalmente en Francia, España, México y otros países de América. Es un conjunto de textos u obras literarias que son valorados y apreciados por el pueblo.

## Descripción
Distribuida de forma masiva, la literatura popular es tenida por unas obras sin grandes pretensiones intelectuales, enfocada a contar historias entretenidas, pero sin esmerarse por poseer un arte elevado, logrando llegar así a todas las clases sociales, incluso a aquellas poco habituadas a la lectura.
Para algunos autores, la literatura popular es sinónima de literatura de consumo, subliteratura o literatura industrial:

Algunos consideran que este movimiento literario no es digno de tomarse en cuenta por carecer de calidad literaria y suelen llamarle: subliteratura, infraliteratura, o bien, malaliteratura o literatura de segundo o tercer orden. Ahora, si se considera a la novela popular como cultura de masas, tendremos que verla como novela social, como sacrificadora de la estética y esquemas literarios clásicos. 
Alberto Villegas Cedillo, en ‘La novela popular mexicana en el siglo XIX’.

Enlaza de este modo con la llamada literatura de masas y con la literatura pulp, siendo además imitadora de las técnicas de la novela por entregas y de folletín.

## Historia
La literatura popular es una forma de literatura que nace en el siglo XIX, donde los grupos dirigentes de las clases proletarias introducen expectativas inéditas a los nuevos lectores. Surgen así hábiles empresarios del mundo editorial que se adaptan a las nuevas posibilidades técnicas y comerciales.
Durante el siglo XX, la crítica francesa ya emplea el término paraliteratura para referirse a las producciones más modernas: novela rosa, novela del oeste, novela policíaca, novela de horror, novela de ciencia ficción… y determinados best sellers que se correspondían con los gustos y esquemas de la sociedad de consumo.

## Características
Algunos de los rasgos definitorios de la literatura popular serían:
- Gran tirada.
- Bajo precio.
- Extensión reducida.
- Periodicidad semanal, quincenal o como mucho mensual.
- Cubiertas con ilustraciones llamativas.
- Encasilladas en un género.
- Claridad expositiva.
- Preponderancia de la acción a la descripción de personajes.

Otra de las características de este tipo de literatura es su homogeneidad como producto. 

En la literatura de masas –y la novela popular se inscribe en ella– la uniformidad y homogeneidad es una característica esencial, frente a la diversidad e individualidad de la dirigida a élites cultas. El lector busca la "accesibilidad", es decir, la posibilidad de entender sin necesidad de disponer de un previo bagaje cultural o intelectual; la "comodidad", esto es, la posibilidad de seguir la trama argumental sin necesidad de efectuar un esfuerzo intelectual ni de someter a excesiva presión su imaginación.

Además de entretenimiento, la novela popular es todo un referente para la gran mayoría de lectores y conforma unos valores que se graban en el inconsciente colectivo en forma de pautas de comportamiento. 
M. Rosa Burillo Gadea, en la revista Ángulo Recto.

Muchos de los autores de estas novelas populares, que escribían sus textos casi siempre a marchas forzadas, acudieron al seudónimo para ocultar su identidad.